# Rojo púrpura
Rojo púrpura es el color o los colores no espectrales que se perciben como intermedios entre el rojo y el púrpura. También se le llama rojo violeta o rojo violáceo.
Cualquier color entre el rojo y el púrpura puede ser considerado rojo púrpura cuando no pueda percibirse un predominio evidente de uno de aquellos colores sobre el otro.
El rojo púrpura se puede asemejar a los colores magenta de quinacridona, fucsia y rosa mexicano. Técnicamente, también son rojos púrpuras otros colores como el burdeos y el fandango. 

## Comparación con colores próximos
Debajo se dan muestras de las coloraciones próximas al rojo púrpura, a fin de facilitar su comparación entre sí.

En los diagramas y círculos de colores de veinticuatro tonalidades, el rojo púrpura también se encuentra entre el rojo purpúreo y el púrpura rojizo.

## Ejemplos de rojo púrpura
Las siguientes son muestras de rojo púrpura o rojo violeta y coloraciones similares:
| Nombre                  | Muestra | Cod. Hex. | RGB | RGB | RGB | HSV  | HSV  | HSV  |
| ----------------------- | ------- | --------- | --- | --- | --- | ---- | ---- | ---- |
| Amaranto                |         | #9F2B68   | 159 | 43  | 104 | 328° | 73%  | 62%  |
| Borgoña                 |         | #900020   | 144 | 0   | 32  | 347° | 100% | 57%  |
| Burdeos                 |         | #7F1E57   | 127 | 30  | 87  | 325° | 76%  | 50%  |
| Carmesí                 |         | #E51A4C   | 229 | 26  | 76  | 345° | 89%  | 90%  |
| Carmín                  |         | #D10047   | 209 | 0   | 71  | 340° | 100% | 82%  |
| Cereza                  |         | #DE3163   | 222 | 49  | 99  | 343° | 78%  | 87%  |
| Ciruela                 |         | #78184A   | 120 | 24  | 74  | 329° | 80%  | 47%  |
| Fandango                |         | #B53389   | 181 | 51  | 137 | 320° | 72%  | 71%  |
| Frambuesa               |         | #E61D52   | 230 | 29  | 82  | 344° | 87%  | 90%  |
| Fucsia                  |         | #FF0080   | 255 | 0   | 128 | 330° | 100% | 100% |
| Geranio                 |         | #BE0032   | 190 | 0   | 50  | 344° | 100% | 75%  |
| Grana                   |         | #C3103A   | 195 | 16  | 58  | 346° | 92%  | 76%  |
| Guinda                  |         | #952F57   | 149 | 47  | 87  | 336° | 68%  | 58%  |
| Magenta                 |         | #FF00FF   | 255 | 0   | 255 | 300° | 100% | 100% |
| Magenta tele (RAL)      |         | #CF3476   | 207 | 52  | 118 | 334° | 75%  | 81%  |
| Orceína                 |         | #C20073   | 194 | 0   | 115 | 324° | 100% | 76%  |
| Púrpura francés         |         | #9E0E40   | 158 | 14  | 64  | 339° | 91%  | 62%  |
| Rojo púrpura            |         | #E40078   | 228 | 0   | 120 | 328° | 100% | 89%  |
| Rojo púrpura (RAL)      |         | #75151E   | 117 | 21  | 30  | 354° | 82%  | 46%  |
| Rojo violeta (Crayola)  |         | #F75394   | 247 | 83  | 148 | 336° | 66%  | 97%  |
| Rosado                  |         | #FFB6C1   | 255 | 182 | 193 | 351° | 29%  | 100% |
| Rosa                    |         | #FD6C9E   | 253 | 108 | 158 | 339° | 57%  | 99%  |
| Rosa o rosado brillante |         | #FF007F   | 255 | 0   | 127 | 330° | 100% | 100% |
| Rosa mexicano           |         | #F50087   | 245 | 0   | 135 | 327° | 100% | 96%  |
| Rosa persa              |         | #FE28A2   | 254 | 40  | 162 | 326° | 84%  | 100% |
| Rubí                    |         | #E0115f   | 224 | 17  | 95  | 337° | 92%  | 88%  |
| Vino                    |         | #722F37   | 114 | 47  | 55  | 353° | 59%  | 45%  |
| Violín                  |         | #A10684   | 161 | 6   | 132 | 311° | 96%  | 63%  |

### Colores web
Los colores HTML establecidos por protocolos informáticos para su uso en páginas web incluyen un rojo púrpura con el nombre de rojo violeta medio (Medium Violet Red) que se muestra debajo. En programación es posible invocarlo por su nombre, además de por su valor hexadecimal.
|           | Rojo violeta (MediumVioletRed) |
| HTML      | #C71585                        |
| RGB       | (199, 21, 133)                 |
| HSV       | (322°, 89 %, 78 %)             |
| Protocolo | X11                            |

Otros ejemplos web X11:
| Nombre                              | Muestra | Cod. Hex. | RGB | RGB | RGB | HSV  | HSV | HSV  |
| ----------------------------------- | ------- | --------- | --- | --- | --- | ---- | --- | ---- |
| Rosado light (LightPink)            |         | #FFB6C1   | 255 | 182 | 193 | 351° | 29% | 100% |
| Rosado cálido (HotPink)             |         | #FF69B4   | 255 | 105 | 180 | 330° | 59% | 100% |
| Rojo violeta pálido (PaleVioletRed) |         | #DB7093   | 219 | 112 | 147 | 340° | 60% | 65%  |
| Rosado intenso (DeepPink)           |         | #FF1493   | 255 | 20  | 147 | 328° | 92% | 100% |

## Galería

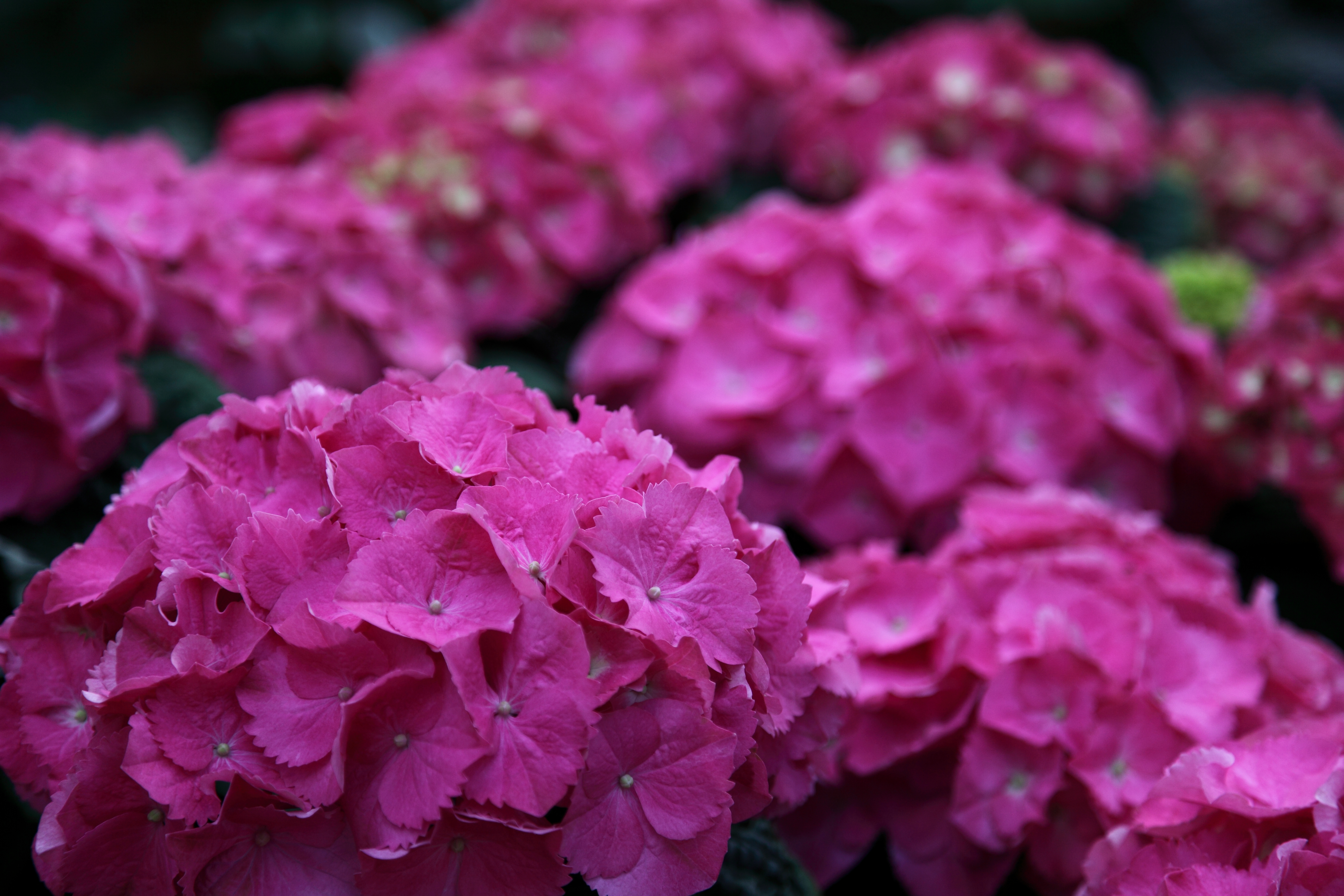
Hortensias
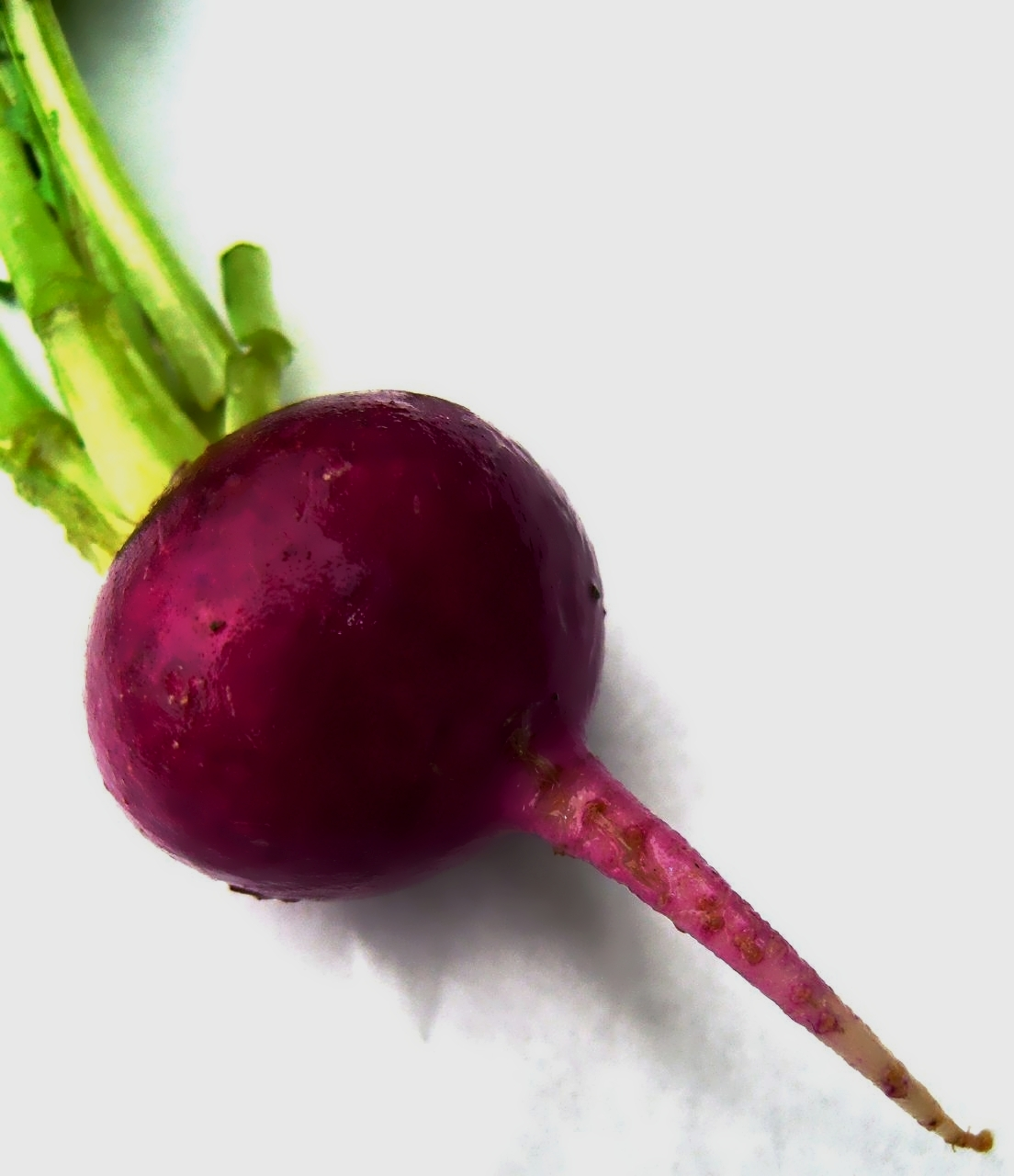
Beterraga
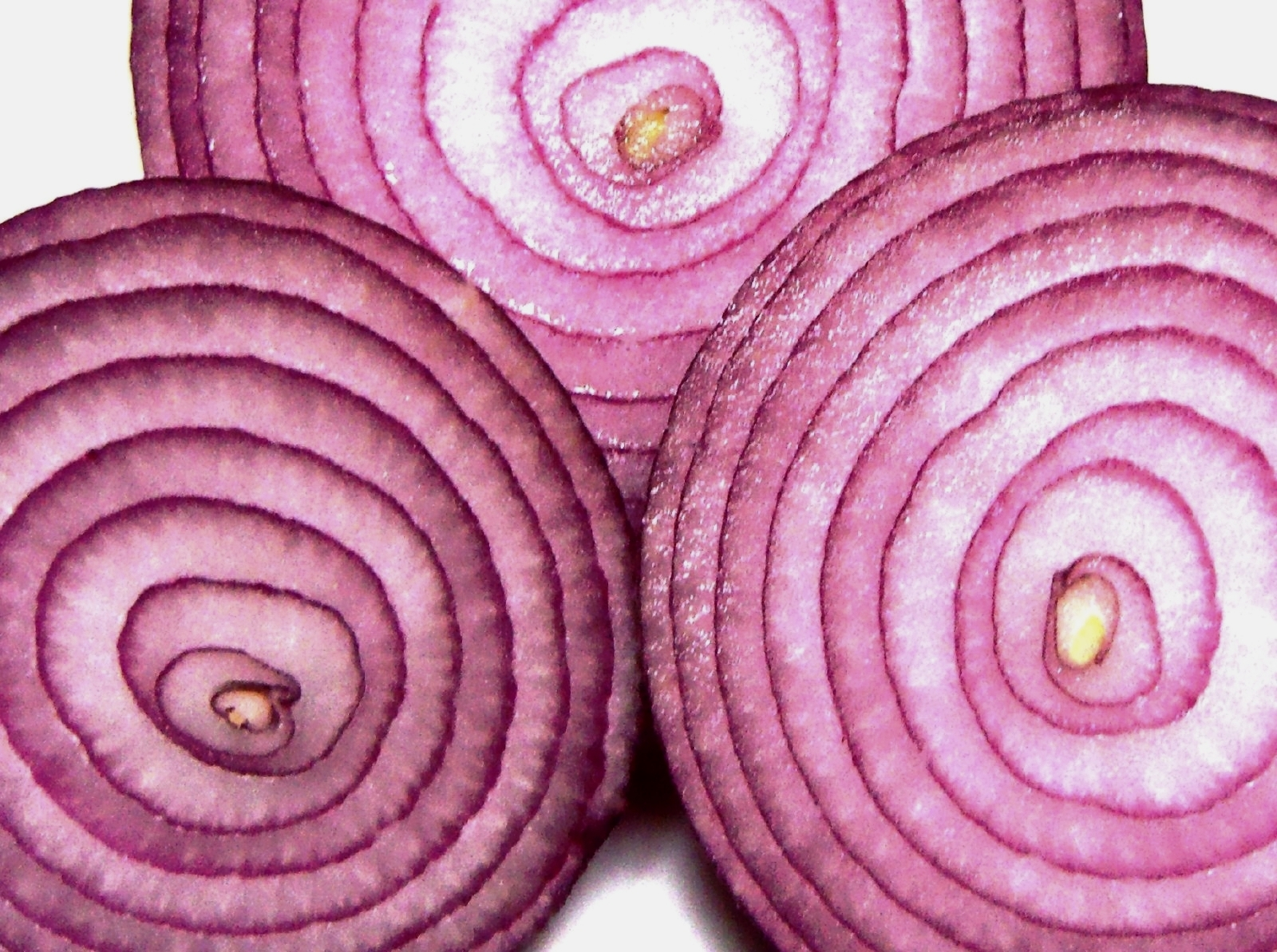
Cebolla
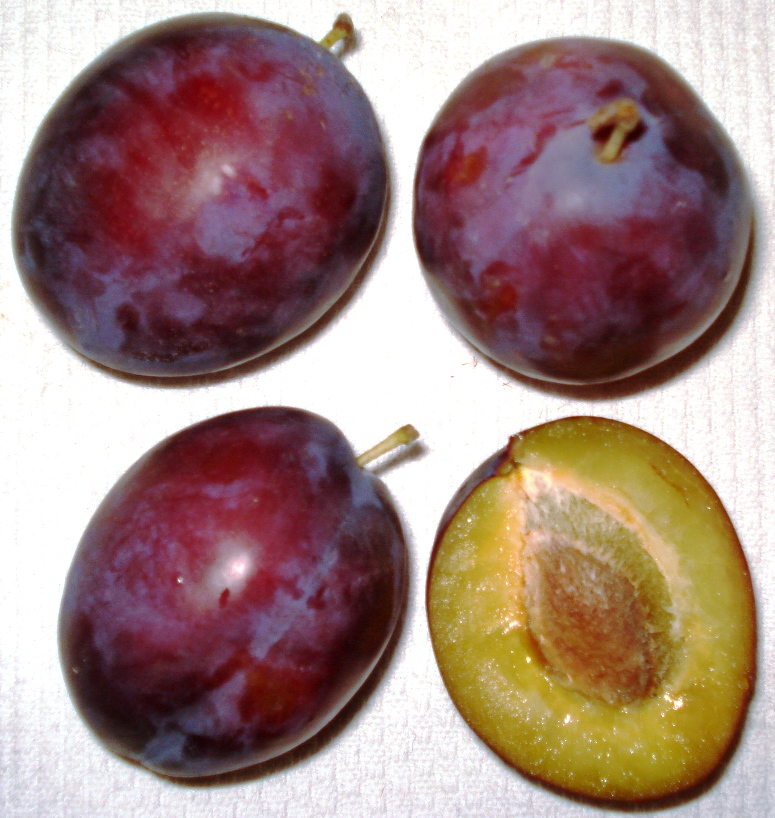
Ciruelas
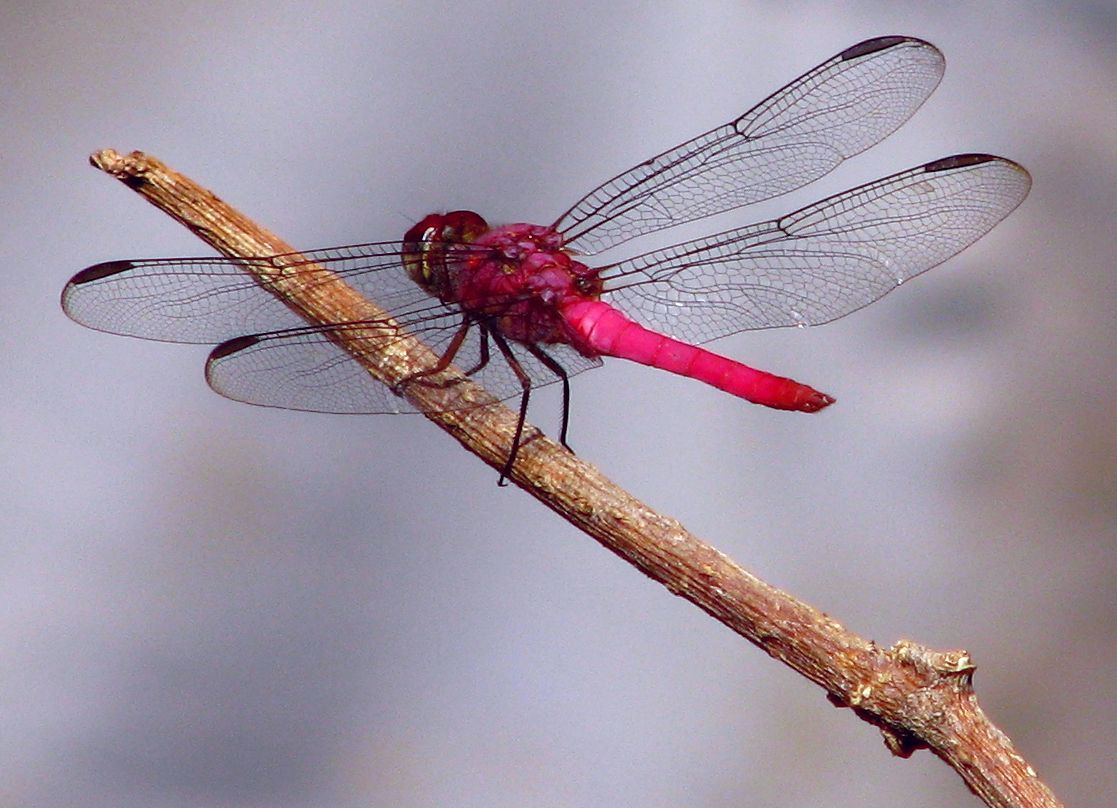
Libélula
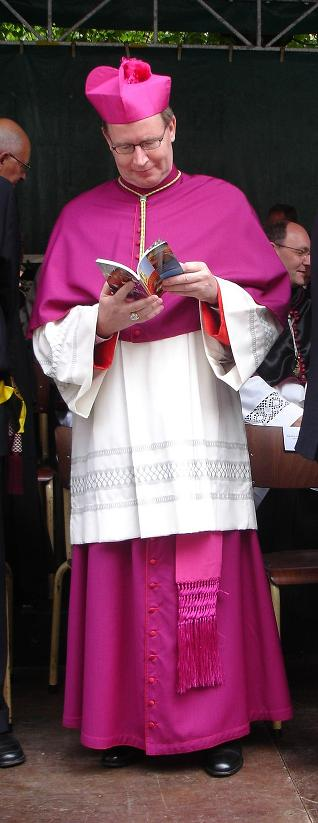
Obispo de Holanda
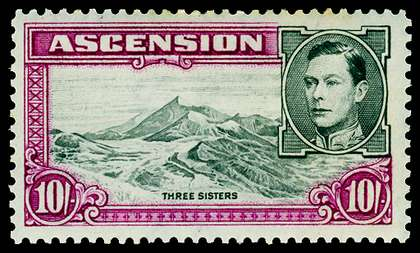
Estampilla británica de 1944
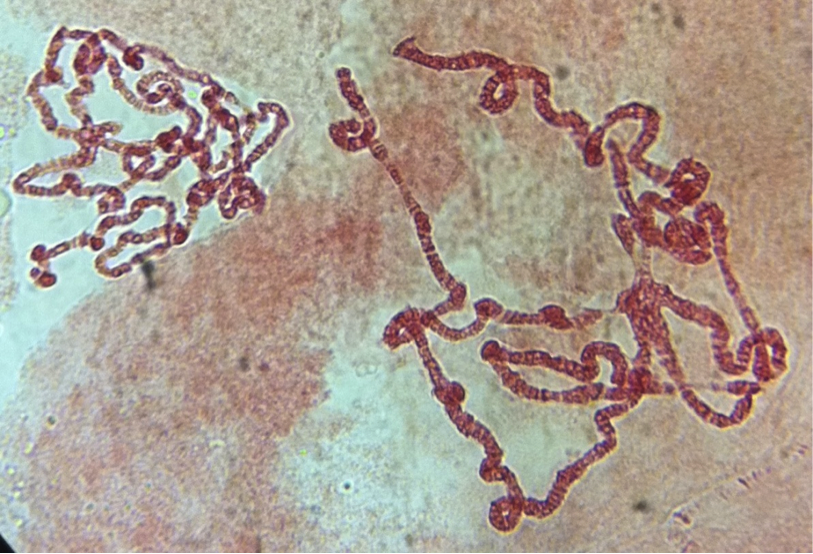
Cromosomas teñidos con colorante orceína
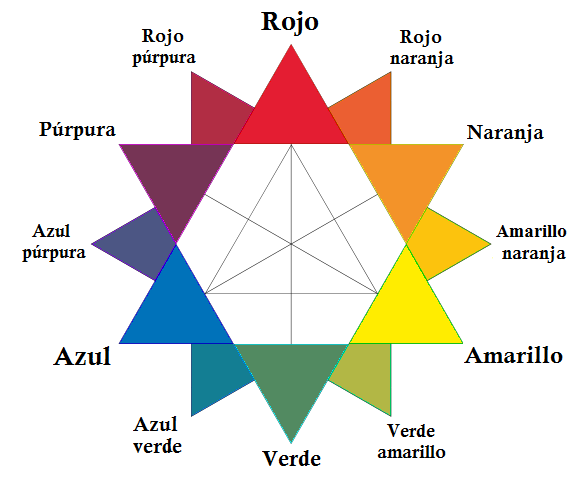
Posición del rojo púrpura en la rueda de colores tradicional